# Cultura de Las Palmas
El Complejo Las Palmas —también conocido como cultura de Las Palmas— es un patrón arqueológico reconocido principalmente en la evidencia de las costumbres funerarias en la región de Los Cabos, en el sur de la península de California (México). 
El complejo se refiere a la presencia de entierros secundarios de seres humanos en cavernas o abrigos montañosos, mismos que contienen huesos pintados con ocre rojo. Los cráneos de dichos entierros tienden a ser hiperdolicefálicos —esto es, presentan cráneos alargados—, lo que hace suponer que los portadores de la cultura de Las Palmas —identificados con los pericúes— podrían representar un remanente aislado de los primeros grupos que penetraron a América, o bien, que se tratara de migrantes provenientes allende el océano Pacífico. 
Otros elementos presentes en el inventario de los entierros del Complejo Las Palmas incluyen artefactos líticos, lanzadardos, cestería y contenedores de palma.
El patrón de entierros fue reconocido en las postrimerías del siglo XIX por Herman ten Kate y Lion Diguet. El arqueólogo William C. Massey ha investigado y descrito el Complejo Las Palmas en detalle a partir de la segunda mitad del siglo XX. Mismos pasos ha seguido Harumi Fujita, investigadora del Centro INAH de Baja California Sur.